# جان ولز
جان ولز (به انگلیسی: John Wales) سناتور سابق عضو حزب ویگ بود. وی در سال ۱۸۴۹ تا ۱۸۵۱ میلادی سناتور ایالت دلاویر در سنای ایالات متحده آمریکا بود.